# 올림픽 세네갈 선수단
세네갈은 1964년부터 개최된 모든 하계 올림픽에 선수단을 파견했다. 대부분의 주변 국가와 달리 세네갈은 독립 이후 한 번도 하계 올림픽에 참가한 적이 없다. 이 나라가 올림픽 메달을 획득한 것은 단 한 번이다. 아마두 디아 바(Amadou Dia Ba)는 1988년 남자 400m 허들에서 은메달을 땄다. 그러나 프랑스 대표 압둘라예 세예(Abdoulaye Seye)는 단 두 달 만인 1960년 200m에서 동메달을 땄다. 단명한 말리 연방이 독립을 얻은 후, 그리고 며칠 후 세네갈이 연방에서 탈퇴했다.
세네갈은 동계 올림픽에 참가한 소규모 열대 국가 중 하나이다. 동계 선수들은 1984년 이후 5번의 동계 올림픽에 참가했지만 메달은 획득하지 못했다. 세네갈은 1984년, 1992년, 1994년에 라민 게예(Lamine Guèye)가, 2006년과 2010년에는 레이티 섹(Leyti Seck)이 대표로 참가했다.

## 대회별 메달 집계
| 경기                  | 선수          | 금 | 은 | 동 | 합계 | 순위 |
| 1964년 도쿄           | 12            | 0  | 0  | 0  | 0    | –    |
| 1968년 멕시코시티     | 21            | 0  | 0  | 0  | 0    | –    |
| 1972년 뮌헨           | 38            | 0  | 0  | 0  | 0    | –    |
| 1976년 몬트리올       | 21            | 0  | 0  | 0  | 0    | –    |
| 1980년 모스크바       | 32            | 0  | 0  | 0  | 0    | –    |
| 1984년 로스앤젤레스   | 24            | 0  | 0  | 0  | 0    | –    |
| 1988년 서울           | 23            | 0  | 1  | 0  | 1    | 36   |
| 1992년 바르셀로나     | 20            | 0  | 0  | 0  | 0    | –    |
| 1996년 애틀랜타       | 11            | 0  | 0  | 0  | 0    | –    |
| 2000년 시드니         | 26            | 0  | 0  | 0  | 0    | -    |
| 2004년 아테네         | 15            | 0  | 0  | 0  | 0    | –    |
| 2008년 베이징         | 15            | 0  | 0  | 0  | 0    | -    |
| 2012년 런던           | 31            | 0  | 0  | 0  | 0    | –    |
| 2016년 리우데자네이루 | 22            | 0  | 0  | 0  | 0    | –    |
| 2020년 도쿄           | 9             | 0  | 0  | 0  | 0    | –    |
| 2024년 파리           | 미래의 이벤트 |    |    |    |      |      |
| 2028년 로스앤젤레스   | 미래의 이벤트 |    |    |    |      |      |
| 2032년 브리즈번       | 미래의 이벤트 |    |    |    |      |      |
| 합계                  | 합계          | 0  | 1  | 0  | 1    | 132  |

| 경기                         | 선수          | 금            | 은            | 동            | 합계          | 순위          |
| 1984년 사라예보              | 1             | 0             | 0             | 0             | 0             | –             |
| 1988년 캘거리                | 불참          | 불참          | 불참          | 불참          | 불참          | 불참          |
| 1992년 알베르빌              | 2             | 0             | 0             | 0             | 0             | –             |
| 1994년 릴레함메르            | 1             | 0             | 0             | 0             | 0             | –             |
| 1998년 나가노                | 불참          |               |               |               |               |               |
| 2002년 솔트레이크시티        | 불참          |               |               |               |               |               |
| 2006년 토리노                | 1             | 0             | 0             | 0             | 0             | –             |
| 2010년 밴쿠버                | 1             | 0             | 0             | 0             | 0             | –             |
| 2014년 소치                  | 불참          |               |               |               |               |               |
| 2018년 평창                  | 불참          |               |               |               |               |               |
| 2022년 베이징                | 불참          |               |               |               |               |               |
| 2026년 밀라노-코르티나담페초 | 미래의 이벤트 | 미래의 이벤트 | 미래의 이벤트 | 미래의 이벤트 | 미래의 이벤트 | 미래의 이벤트 |
| 합계                         | 합계          | 0             | 0             | 0             | 0             | –             |

### 종목별 메달
| 종목       | 금 | 은 | 동 | 합계 |
| ---------- | -- | -- | -- | ---- |
| 육상       | 0  | 1  | 0  | 1    |
| 합계 (1개) | 0  | 1  | 0  | 1    |

## 메달리스트 목록
| 메달   | 이름           | 경기        | 종목 | 이벤트            |
| ------ | -------------- | ----------- | ---- | ----------------- |
| 은메달 | 아마두 디아 바 | 1988년 서울 | 육상 | 남자 400미터 허들 |

## 같이 보기
- 동계 올림픽에 참가한 열대 국가